# Arfakbrillenvogel
Der Arfakbrillenvogel (Zosterops fuscicapilla) ist eine Vogelart aus der Familie der Brillenvögel. Es werden zwei Unterarten unterschieden: Die Nominatform Zosterops fuscicapilla fuscicapilla und die Rasse Zosterops fuscicapilla crookshanki.

## Beschreibung
Der Arfakbrillenvogel erreicht eine Größe von 9,5 bis 11 Zentimetern und ein Gewicht von 10,8 Gramm. Beim Männchen der Nominatform Zosterops fuscicapilla fuscicapilla sind die Stirn, die Zügel und der Zügelstrich unter dem Augenring schwarz. Eine schwarze Haube zieht sich bis über den Hinterkopf und kontrastiert mit dem grünen Nacken. Der ziemlich schmale, weiße Augenring wird vorne durch einen schwarzen Flecken unterbrochen. Die Oberseite ist dunkel gelblich olivgrün. Der Steiß ist gelblicher. Die Flügelspitzen und der Schwanz sind dunkelbraun. Kehle und Unterseite sind gelblich olivgrün. Die Bauchmitte und die Unterschwanzdecken zeigen eine fast reine zitronengelbe Färbung. Die Iris ist rötlichbraun bis dunkelbraun. Der Schnabel ist dunkelgrau bis schwärzlich mit einer hellgrauen Unterschnabelbasis. Die Beine sind grau. Das Weibchen ähnelt dem Männchen. Es ist aber durchschnittlich stumpfer gefärbt und weniger gelblich. Bei den juvenilen Vögeln ist der Schnabel orange und die Flanken heller gelb. Die Schwarzfärbung im Gesicht fehlt. Die Rasse Zosterops fuscicapilla crookshanki unterscheidet sich auffallend von der Nominatform. Der Oberkopf ist olivgrün. Die Zügel verengen sich zu einem schwarzen Flecken. Der Augenring ist weiter. Die Unterseite ist weniger gelblich getönt. Die Unterschwanzdecken sind grünlich.

## Lebensraum und Lebensweise
Der Arfakbrillenvogel ist auf Regenwälder in Höhenlagen zwischen 1200 und 2100 m beschränkt. Gelegentlich unternimmt er Wanderungen an nahe gelegene Straßenränder, Dörfer und Ackerflächen. Der Arfakbrillenvogel bewohnt in kleinen Gruppen die Waldbereiche von der Kronenschicht bis zum Waldrand. Seine Nahrung besteht aus kleinen Früchten und Insekten.